# Refuge de la Charpoua
Le refuge de la Charpoua ou refuge Charlet est un refuge du versant français du massif du Mont-Blanc, au pied des Drus et de l'aiguille Verte.

## Caractéristiques
Il n'a qu'une seule pièce, tient plus de la cabane et ne peut accueillir que 12 personnes.

## Histoire
Une cabane est construite, entre décembre 1903 et juillet 1904, par ce qui est alors le Club des sports alpins de Chamonix. Quelques hommes montent des planches de mélèze jusqu'au rognon de la Charpoua où est érigé le refuge.
N'ayant subi que des aménagements mineurs en 118 ans, il ferme ses portes le 25 août 2022 pour être reconstruit au même emplacement avec une ouverture du nouveau bâtiment prévue au printemps 2023.
En 2022, il fait l'objet d'un film The High Life, The Final Season of Chamonix's Oldest Refuge disponible sur Youtube.

## Accès
L'accès se fait depuis le Montenvers, en traversant la Mer de Glace, pour rejoindre le chemin des balcons de la Mer de Glace. L'accès a été modifié en 2016.

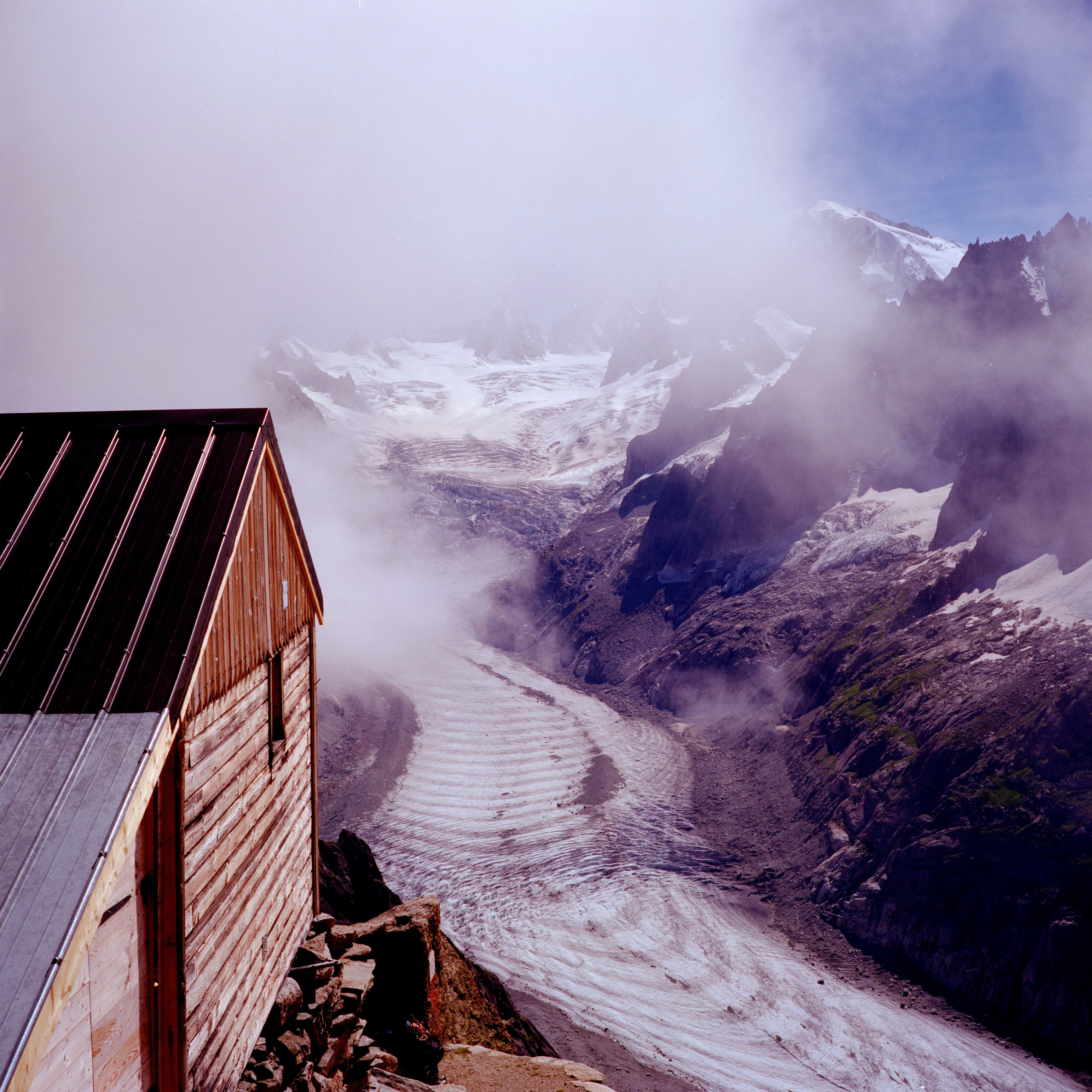
Les glaciers du Tacul et du Géant vus depuis le refuge.